# Premi Princesa d'Astúries de Comunicació i Humanitats
El Premi Princesa d'Astúries de Comunicació i Humanitats és concedit, des de l'any 1981, a la persona, grup de persones o institució la tasca de la qual, creadora o d'investigació, representi una aportació rellevant a la cultura universal en el camp de la comunicació i les humanitats.

## Llista de guardonats
- 2025: Byung-Chul Han[1]
- 2024: Marjane Satrapi
- 2023: Nuccio Ordine
- 2022: Adam Michnik
- 2021: Gloria Steinem
- 2020: Fira Internacional del Llibre de Guadalajara i Hay Festival of Literature & Arts
- 2019: Museo del Prado
- 2018: Alma Guillermoprieto
- 2017: Les Luthiers
- 2016: James Nachtwey[2]
- 2015: Emilio Lledó[3]
- 2014: Quino[4]
- 2013: Annie Leibovitz[5]
- 2012: Shigeru Miyamoto[6]
- 2011: Royal Society
- 2010: Zygmunt Bauman i Alain Touraine
- 2009: Universitat Nacional Autònoma de Mèxic
- 2008: El cercador Google
- 2007: Revistes Nature i Science
- 2006: National Geographic Society
- 2005: Instituts culturals europeus: Goethe-Institut, Instituto Cervantes, Instituto Camões, Alliance Française, Società Dante Alighieri i British Council
- 2004: Jean Daniel
- 2003: Ryszard Kapuscinski i Gustavo Gutiérrez Merino
- 2002: Hans Magnus Enzensberger
- 2001: George Steiner
- 2000: Umberto Eco
- 1999: Instituto Caro y Cuervo
- 1998: Reinhard Mohn
- 1997: Václav Havel i Cable News Network (CNN)
- 1996: Indro Montanelli i Julián Marías Aguilera
- 1995: Agencia EFE i José Luis López Aranguren
- 1994: Missions Espanyoles a Ruanda i Burundi
- 1993: Revista Vuelta
- 1992: Emilio García Gómez
- 1991: Luis María Anson
- 1990: Universitat Centreamericana José Simeón Cañas
- 1989: Pedro Laín Entralgo i Fondo de Cultura Económica de México
- 1988: Horacio Saénz Guerrero
- 1987: Diari "El Tiempo" i Diari "El Espectador"
- 1986: Grup de Comunicació O Globo
- 1985: Josep Ferrater Mora
- 1984: Claudio Sánchez Albornoz
- 1983: Diari El País
- 1982: Mario Augusto Bunge
- 1981: María Zambrano Alarcón